# Ikko Tanaka
Ikko Tanaka, (Nara, 13 de enero de 1930 - 10 de enero de 2002) fue un diseñador gráfico japonés, considerado como uno de los grandes exponentes de la cultura nipona en el mundo. Su extensa y ecléctica obra se caracteriza por la mezcla entre tradición oriental y modernismo occidental, trabajando indistintamente con abstracción y figuración. Aunque es reconocido sobre todo como diseñador de carteles, a lo largo de su trayectoria ha trabajado en diversos ámbitos del diseño gráfico: gráfica editorial, cartelería, packaging, escenografía, imagen corporativa. Además de su labor como diseñador, es innegable el trabajo que realizó para revitalizar y conservar la tradicional cultura japonesa.

## Trayectoria profesional
Nació en Nara -una importante ciudad del sur de Japón-, su familia apoyó su temprana inclinación artística, desde pequeño quiso identificarse con Occidente. Desde su juventud mostró gran interés por el cine y especialmente por el teatro japonés, que posteriormente fusionaría con el trabajo gráfico. Tras finalizar la Escuela Prefectural Preparatoria Comercial en Nara con excelentes resultados, ingresó en la Escuela de Bellas Artes de Kioto, donde obtuvo su graduación en Diseño en 1950. 
Inmediatamente comenzó a trabajar en el departamento de diseño de Kanebo Ltd. -empresa textil-, en la que permanecería dos años. A continuación se trasladó a Osaka, donde trabajó en la sección de documentación gráfica, del periódico Sankei, y como asistente de escenografía. 

En 1953 forma el Club A con otros colegas de profesión como Tsunehisa Kimura, Toshihiro Katayama y Kazumasa Nagai, constituían un punto de encuentro para artistas, en el que discutían y analizaban conceptos básicos de las artes gráficas, las cuales aún no estaban consolidadas. 

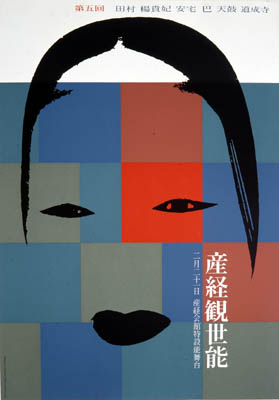
Cartel Teatro No.

En 1957 se instaló en Tokio, para trabajar como director creativo en la compañía Light Publicity –empresa en la que se formaron otros destacados diseñadores nipones-. En 1959 con motivo de la Conferencia Mundial de Diseño en Tokio, se encargó de las relaciones internacionales y del diseño del evento. En 1960 participó en la creación Nipon Desing Center, Inc. En esta etapa recibió el Premio de Oro ADC (Advertising Design College, Escuela de Diseño y Publicidad de Tokio); y se consolidó como una de las grandes personalidades del diseño gráfico japonés, su obra adquirió relevancia, además se convirtió en uno de los jóvenes con mayores ingresos de Japón. Todo ello le permitió abrir, en 1963, su propia agencia, a la que llamó Estudio de Diseño Ikko Tanaka.
A partir de entonces contó con una variada cartera de clientes, y una extensa producción, de la cual podemos destacar:
- Diseño de emblemas y medallas para los juegos olímpicos del 64
- El pabellón oficial de la historia de Japón para la exposición universal EXPO’70 en Osaka
- Diseño del cartel de los Juegos Olímpicos de Invierno de 1972 en Sapporo
- Cartelería y catálogos para la exposición “Japan Style” presentada en el Victoria and Albert Museum de Londres, en 1980
- Organización y diseño de la muestra “Diseño Japonés. Tradición y Modernidad” presentada en Moscú en 1984.
- Trabajos de diseño para la muestra “La tendencia actual en el vestir” llevada a cabo por el Museo Nacional de Arte Moderno de Tokio.
- Catálogos y folletos para la exposición “El color en Japón”, en 1982.
- Dirección del departamento de carteles del Museo de Arte Seibu.

Uno de sus principales clientes desde 1973 hasta el final de su carrera, fue el Grupo Seibu –Seibu-Saison actualmente- una de las grandes cadenas de tiendas departamentales de Japón, además de ser considerado el más activo patrocinador del arte japonés –cuenta con su propio museo y teatro-; es considerado punto de referencia en cuanto a moda y buen gusto. 

## Contexto histórico

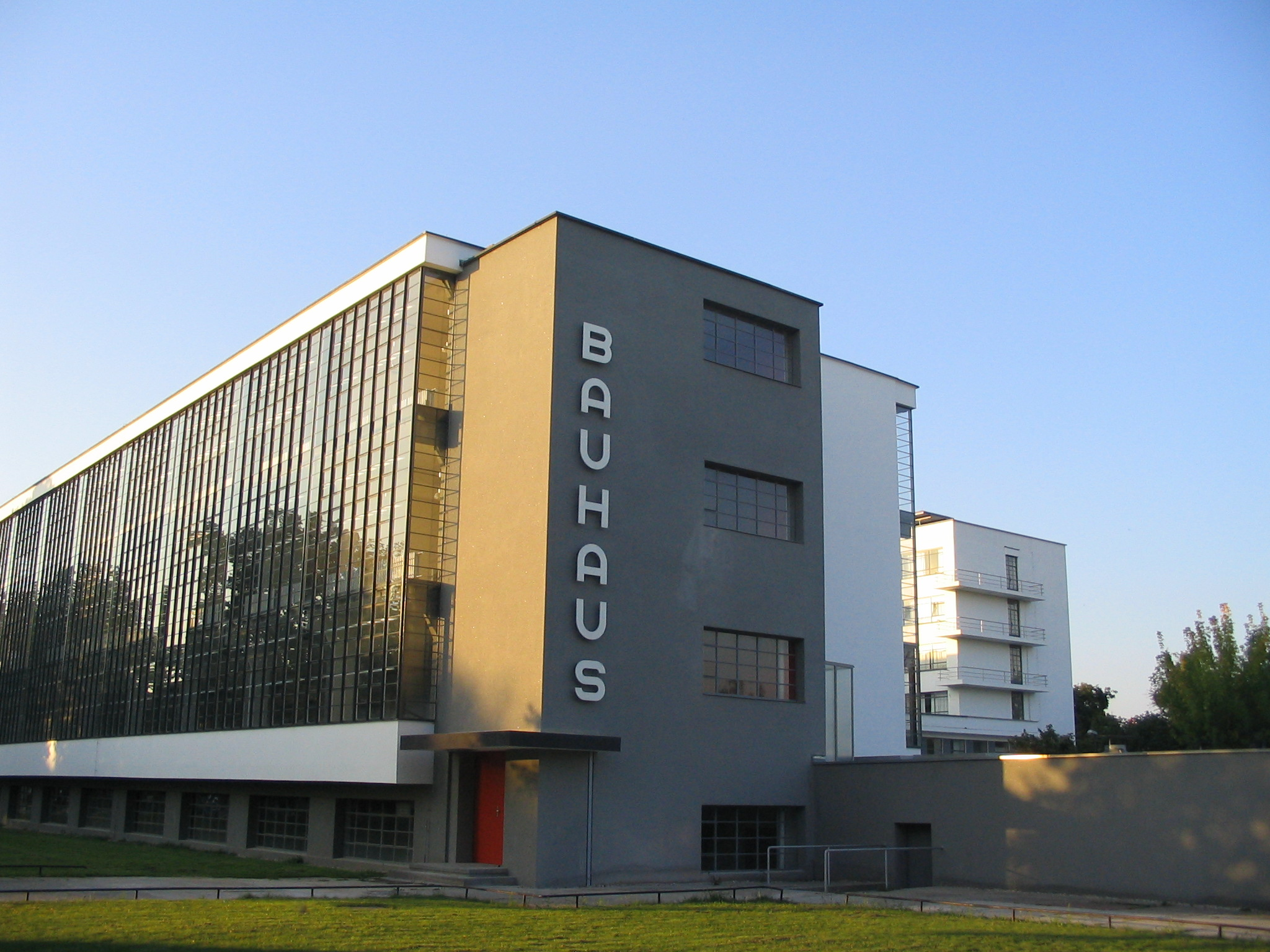
Bauhaus Dessau.

Su profesional, en torno a 1950, coincidió con el fin de la Segunda Guerra Mundial; ese periodo supuso para Japón una complicada situación de posguerra, lo cual produjo el llamado fenómeno de occidentalización. En todos los ámbitos se imitó el modelo occidental; en los sectores económico e industrial posibilitó la modernización del país. La ocupación de Japón por Estados Unidos, trajo consigo la nueva sociedad de consumo, por ello también los sectores de la publicidad y propaganda tuvieron un gran impulso.

Igualmente en diseño, los profesionales se volcaron hacia el estilo occidental, tomando como referencias principales la escuela Bauhaus y el arte abstracto de vanguardia, en detrimento del arte tradicional japonés, el cual era menospreciado en Japón -aunque curiosamente a nivel internacional era muy bien valorado-. En paralelo se inició un movimiento que asentaba las bases del diseño, con ello pretendían no solo el reconocimiento social de la figura del diseñador, sino el triunfo del diseño japonés a nivel mundial. Esta estrategia dio muy buen resultado, en muy poco tiempo -todavía en la década de los cincuenta-, el diseño gráfico japonés comenzó a ser reconocido internacionalmente. 

## Contexto geográfico
La región de Kansai, lugar de origen de Tanaka, comprende, entre otras, las ciudades de Nara, Kioto y Osaka. Esta región fue cantera de muchos diseñadores en torno a los años 50, ya que contaba con características que posibilitaban esta disciplina. Desde antiguo había sido un importante núcleo comercial, -condición sine qua non para la práctica del diseño-. Por otro lado, la guerra no se había cebado tanto con esta región como con Tokio, y por ello gozaba de condiciones mejores que la capital. Por último Kansai contaba con una antigua y arraigada tradición artística. 

## Influencias

### Sus maestros
En su primer trabajo en Kanebo Ltd., trabajó bajo el mando de Katsuhiro Kinoshita, jefe de departamento de diseño. Éste tenía experiencia como diseñador en París, por ello empleaban técnicas de estampado europeas -hasta el momento poco conocidas en Japón- y trabajaba con material proveniente del Viejo Continente. Hecho que marcaba una gran diferencia respecto a la competencia ya que las pinturas y tintes europeos eran mucho más saturados y brillantes a diferencia de los fabricados en Japón, que en ese momento solo fabricaba pinturas de arcilla.  Por otro lado Kinoshita mantenía sus antiguos contactos, de modo que solía invitar a diseñadores parisinos, que les mantenían informados sobre las situación artística internacional y últimas tendencias, gráficas, y llevaban consigo revistas como Vogue, Bazaar, Jardin de la Mode, L’officiel, Modern Fabric… 

En su estancia en el periódico Sankei, Tanaka se ocupó de una serie de carteles para el edificio de un teatro. El artista Jiro Yoshihara –reconocido artista y líder de la escuela Gutai promotora del arte abstracto y relacionada el arte occidental-, fascinado por los carteles, estableció contacto con Tanaka, lo cual suponía un gran reconocimiento. De este encuentro surgió la colaboración entre ambos artistas, Tanaka se encargó de un desfile de moda de Yoshihara y comenzó a realizar labores como asistente de diseño teatral. 

Por último una de las referencias que el mismo Tanaka reconocía fue el diseñador gráfico Yoshio Hayakawa. Sus obra era la vanguardia del diseño, en aquella época los carteles de Ikko Tanaka se confundían prácticamente con los de Hayakawa. Éste reconocía que le imitaba porque sentía verdadera admiración por él.

### Cultura tradicional japonesa

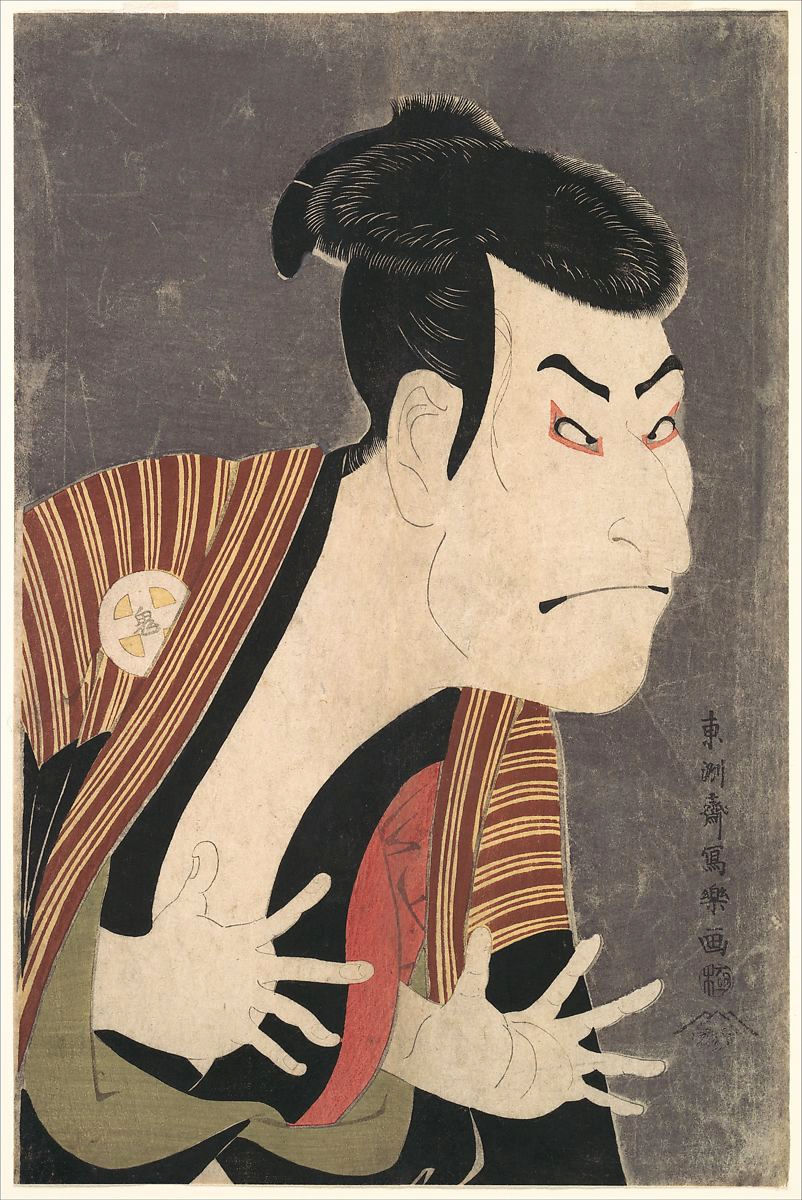
Toshusai Sharaku – Otani Oniji II, 1794. El actor de Kabuki Otani Oniji II en el papel de Yakko Edobe.

A grandes rasgos lo podemos definir como un arte sutil, sensible, simple y basado en la síntesis. Es de destacar la sensibilidad y delicadeza con la que hace uso del espacio. La Escuela Rinpa, es un movimiento artístico de principios del siglo XII, con la que Tanaka se sintió muy identificado. Ya que no se encuentra influido por la cultura china, se considera que condensa el tradicional estilo japonés, caracterizado sobre todo por los motivos decorativos y la viveza de sus colores. En este estilo Tanaka encuentra una gran fuente de elementos formales que más tarde empleará en sus obras. 

La estampa japonesa, perteneciente a la escuela Ukiyo-e es otra de las grandes influencias para Tanaka, donde encuentra personajes típicos de la tradición japonesa, una destacable sintetización de los trazos, junto con el ya comentado uso del color y del espacio. En algunas de sus obras Tanaka introduce directamente personajes provenientes de Ukiyo-e. La integración de escritura japonesa –ya por sí mismo un arte- en la obra, que convierte a los signos lingüísticos en elementos formales. Es otro de los rasgos fundamentales del arte japonés, que Tanaka toma como propio en su obra.

Ikko mediante el color y la disposición trasforma intencionadamente esos signos en elementos de interés visual, y se aprovecha del marcado carácter estético de los signos de escritura. –una de las tradicionales muestras de arte japonés- lo cual más adelante aparecería constantemente en sus carteles cinematográficos y proyectos de escenografía.

La temprana afición por el teatro japonés, que le acompañaría el resto de su vida, durante su trabajo profesional se materializaría en carteles cinematográficos y proyectos de escenografía. El teatro No, -para el que Tanka realizó carteles durante 40 años- cita p. 72 era un género bastante desconocido, pues tradicionalmente se realizaba en teatros bastante pequeños, con un aforo inferior a 100 espectadores. Para rescatar este generó olvidado Tanaka organizó una representación de teatro No, en un lugar en el que entraran tres mil personas y en la que participaron actores famosos, dando un gran impulso a este género. En diversas obras podemos advertir la presencia de máscaras provenientes del teatro No.

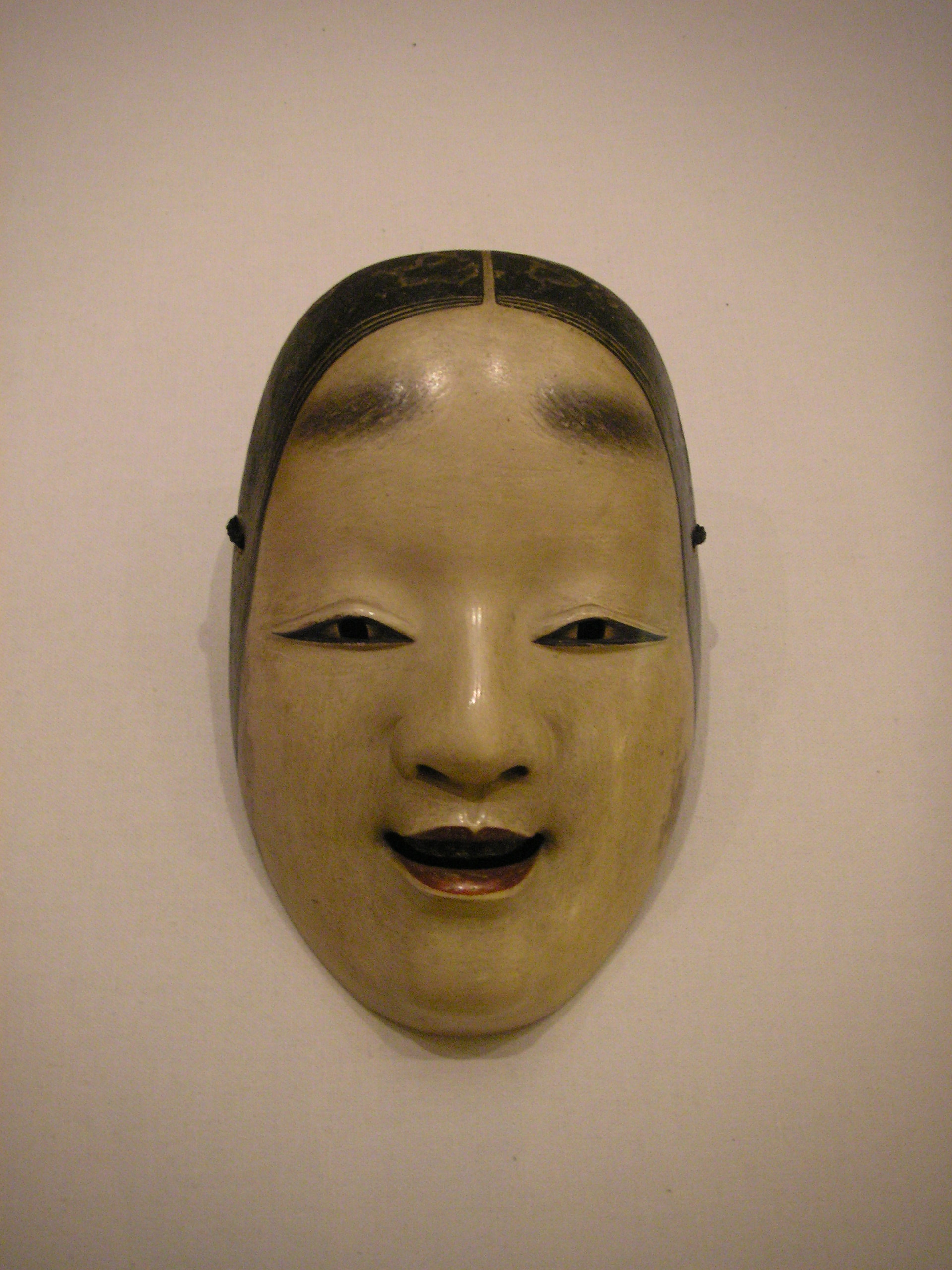
Máscara de teatro No
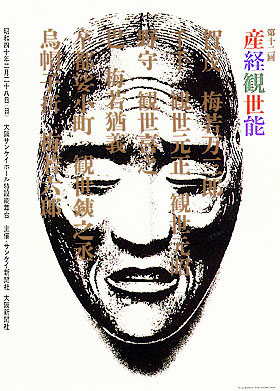
Cartel de Tanaka para teatro No
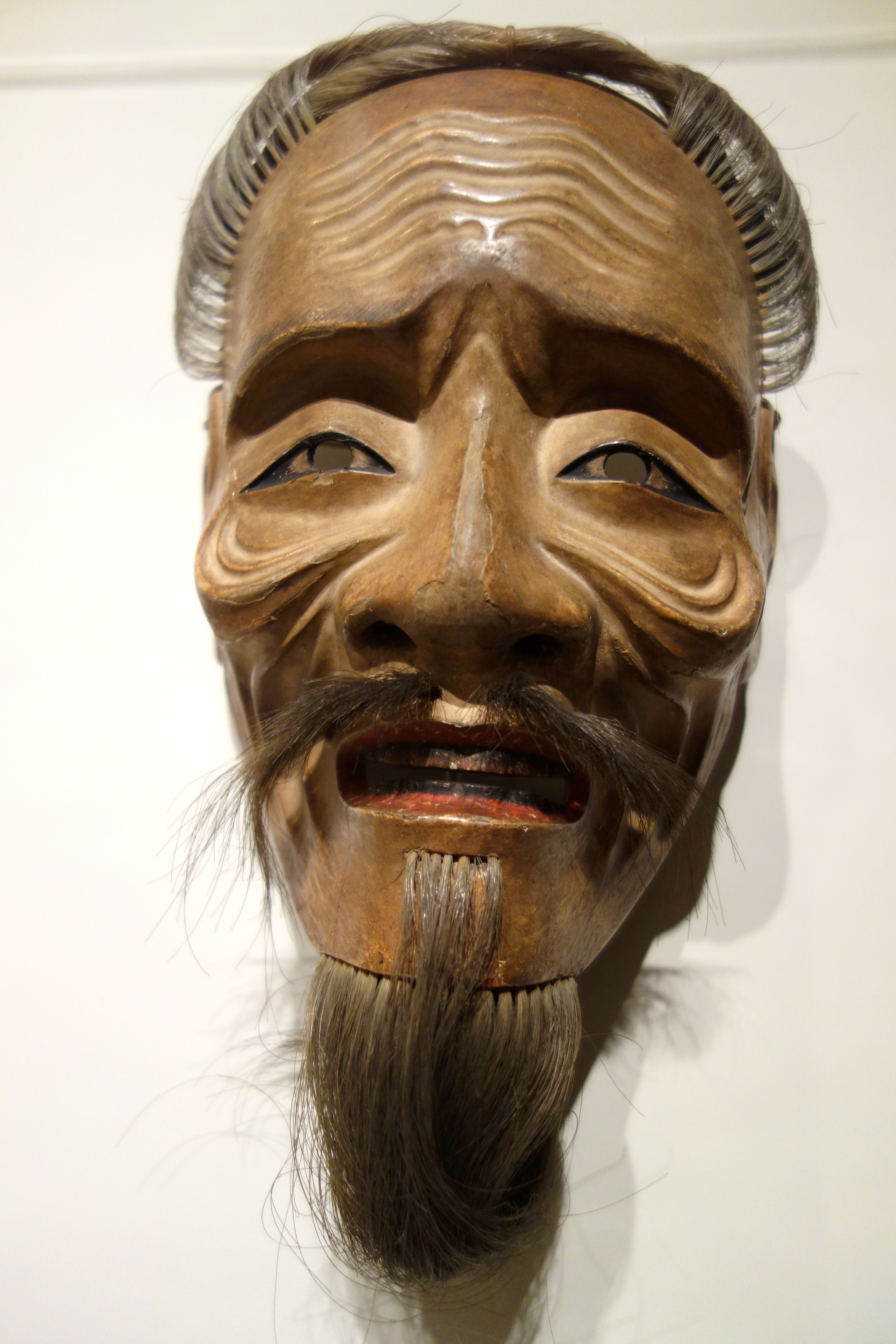
Máscara de teatro No

### Occidente
En contraposición al arte japonés, podemos definir el occidental por sus características de fuerza, audacia gráfica, rotundidad en el uso del espacio; un modo de trabajar y entender el arte diametralmente opuesto al oriental. Sus primeros contactos con occidente vinieron de la mano de sus maestros, lo cual le permitió usar técnicas importadas –serigrafía y estampado- así como una gama de colores muy vivos y vibrantes. No obstante, fue la Conferencia Mundial de Diseño celebrada en 1959 en Tokio, -en la que Tanaka participó activamente- la que incidiría profundamente en su trabajo, convirtiendo a la tipografía en una de las bases fundamentales de su obra.

Posteriormente viajó en diversas ocasiones a Europa y Estados Unidos para acabar de sumergirse en este mundo. Sentía atracción por el arte en general, y especialmente por el arte abstracto, del cual recoge la sintetización radical de las formas que llega a la pérdida de figuración. De la escuela Bauhaus, toma sus enseñanzas sobre percepción de forma y color. De otras vanguardias como el cubismo y arte dadá, toma el recurso del collage. 

## Estilo
Tanaka pertenece al grupo de diseñadores que entienden que el diseño tiene que adaptarse al proyecto concreto; consideraba que uno de los puntos básicos para lograr un buen diseño es “abordar el tema con la mente abierta”[cita requerida] estando dispuesto a satisfacer las necesidades concretas del cliente. A pesar de que su obra es bastante ecléctica, desarrolló un lenguaje sumamente personal, que una hace fácilmente reconocible su autoría.

A grandes rasgos en su estilo se halla una gran dimensión estética y sensible, que acompaña con imágenes frescas, realizadas con recursos gráficos de lo más variado, en función de la necesidad de cada proyecto. La composición a partir de figuras de tintas planas y llamativas, fue uno de sus recursos más usados; aunque encontramos otras técnicas como: collage, grabado, composición tipográfica, degradación, fotografía, ilustración… 

### Dualidad oriente-occidente

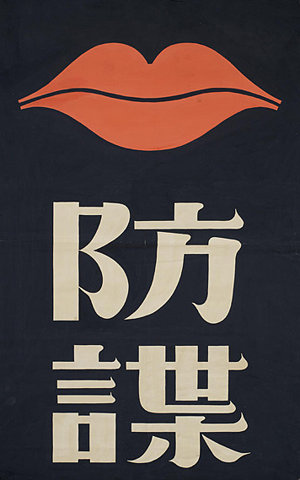
Diseño gráfico japonés

Su rasgo más característico la fusión entre el mundo tradicional oriental con la estética moderna dictada por la cultura occidental; el resultado es un lenguaje propio del autor que integra el imaginario tradicional japonés, en imágenes indiscutiblemente modernas. 

Aunque es concepto que actualmente no nos escandaliza -estamos habituados a la globalización mundial-, en su época fue un posicionamiento incomprensible y muy mal visto por sus compatriotas; el proceso de modernización hacía incompatible la convivencia con obras tradicionales. Prueba de ello fue lo ocurrido en la Expo’70 de Osaka. Tanaka, responsable del Pabellón Japonés, propuso presentar una muestra de la evolución del arte nipón, su equipo se negó a tal muestra y abandonó el proyecto. Aun así, la idea prosiguió y resultó ser un éxito.

### Simplicidad: forma, composición y color

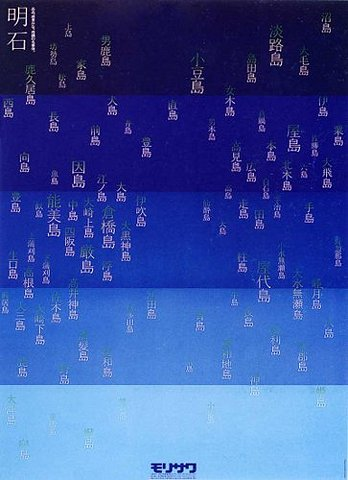
Diseño gráfico japonés

Posiblemente uno de los nexos de unión más evidentes entre la tradición artística japonesa y el arte occidental de vanguardia, sea la sintetización. En caso de Tanaka no hablamos solo de la forma, también de color y composición.

En su obra se aprecia un cuidado especial por las formas y la composición, con una predominancia de las formas geométricas. Influido por las corrientes artísticas occidentales, jugó con las figuras geométricas básicas, círculo, triángulo y cuadrado, que podemos encontrar en muchos de sus trabajos. Estas formas generalmente daban un aspecto estático a las imágenes, aunque en ocasiones ciertas figuras o composiciones diagonales lograban cierto efecto de dinamismo. Recurriendo a estas formas crea fondos y figuras, pero no al mismo tiempo: cuando el fondo se generaba a partir de estas formas, la figura solía ser de otro tipo, mientras que las figuras creadas con dichas formas, se sitúan frente a fondos planos. Otro elemento importante en su trabajo son los espacios vacíos, que entiende como la parte negativa, y la pone al mismo nivel que la positiva. Su composición más habitual es una figura principal colocada en el centro. 

Realiza un singular uso del color bastante característico de su obra. Su gama cromática es bastante extensa, siempre que se trate de colores frescos y brillantes. Habitualmente trabaja con tintas planas en fuerte contraste con el fondo -recurso también presente en arte japonés- y cuando emplea gradación de colores recurre al concepto de laqueado orienta empleado en porcelana, mediante el cual realiza transiciones de un color plano a otro.

### Tipografía

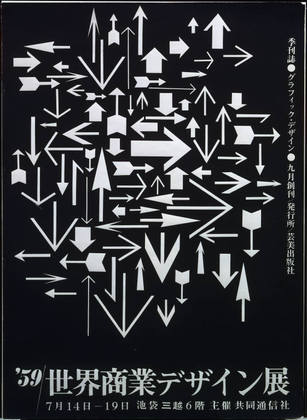
Diseño gráfico japonés

En sus carteles la tipografía es un elemento indispensable, entendía que para que un trabajo gráfico tuviera la condición de cartel debía aparecer texto. Como anteriormente se comenta la Conferencia Mundial de Diseño (Tokio, 1959 ), supone un punto de inflexión en su trabajo. Este evento le puso en contacto con el movimiento tipográfico estadounidense, que le influyó de tal manera,  que a partir de entonces comenzó a incorporar el concepto de tipografía en sus carteles. En un principio comenzó introduciendo en sus carteles textos en inglés copiados directamente de revistas, cuya función no era necesaria para el mensaje, este concepto derivó en la introducción de caracteres japoneses que cumplían una doble función: aumentar la plasticidad del cartel además de completar su comprensión.  Finalmente trabajó tanto con caracteres occidentales como orientales, debemos tener presente que un diseñador japonés debe saber usar cuatro alfabetos distintos: el alfabeto constituido por caracteres chinos o kanji –más de cuatro mil caracteres-, el alfabeto hiragana y katakana –ambos alfabetos leídos por su sonido-  y el alfabeto latino. Hecho que da constancia de la importancia natural de la caligrafía en Japón.  No solo plasmó los caracteres mecánicamente, en ocasiones los realizó manualmente, o los introdujo mediante collage, o empleó solo ciertas partes de los trazos, aumentando con ello el valor expresivo. En la composición de estos carteles, los caracteres se disponen homogéneamente ocupando el espacio.

Este interés en la tipografía derivó en la realización de la suya propia, a la que llamó Kocho, en honor a Mincho nombre que se le dio a la Dinastía Ming. Esta tipografía está basada en Bodoni, que le gustaba por el gran contraste entre los trazos gruesos y finos. A este proyecto dedicó diez años, en un principio quiso realizar el alfabeto manualmente, pero dada su extensión: alrededor de cuatro mil kanjis, tuvo que realizarlo con recursos tecnológicos.

## Publicaciones
Dedicó mucho tiempo para la comprensión y análisis del arte japonés, especialmente con el movimiento Rimpa. El ensayo titulado Tanjun, que significa simplicidad, realiza una comparación entre el arte tradicional japonés y el mundo moderno del diseño. Otra de sus publicaciones fue Design, no Zengo Sayu.

## Reconocimientos y premios
Estos son algunos de los premios y reconocimientos que recibió:
- Premio del Club de Artistas de la Publicidad en Japón (1954).
- 1960 recibe el Premio de Oro ADC (Advertising Design College, Escuela de Diseño y Publicidad de Tokio)
- Premio de Plata en la Bienal del Cartel Internacional de Varsovia.
- Premio de Diseño Industrial de Mainichi.
- Premio del Artista Recomendado por el Ministerio de Educación de Japón.
- Premio de Oro de Nueva York A.D.C.
- JAAC Membership Prize.
- Recommended Artist’s Award del Ministerio de Educación de Japón.
- Medalla de oro del Club de Directores de Arte de Nueva York.
- El Premio a la Excelencia del Club de Directores de Arte de Tokio.